# 高阳乡
高阳乡，是中华人民共和国福建省南平市顺昌县下辖的一个乡镇级行政单位。

## 行政区划
高阳乡下辖以下地区：
高阳村、安浆村、大外村、花桥村、紫竹村、李坝村、小筒村、上村、南亨村、大坋村、大富村、振科村、朱台村和东山村。